# Faro Technologies

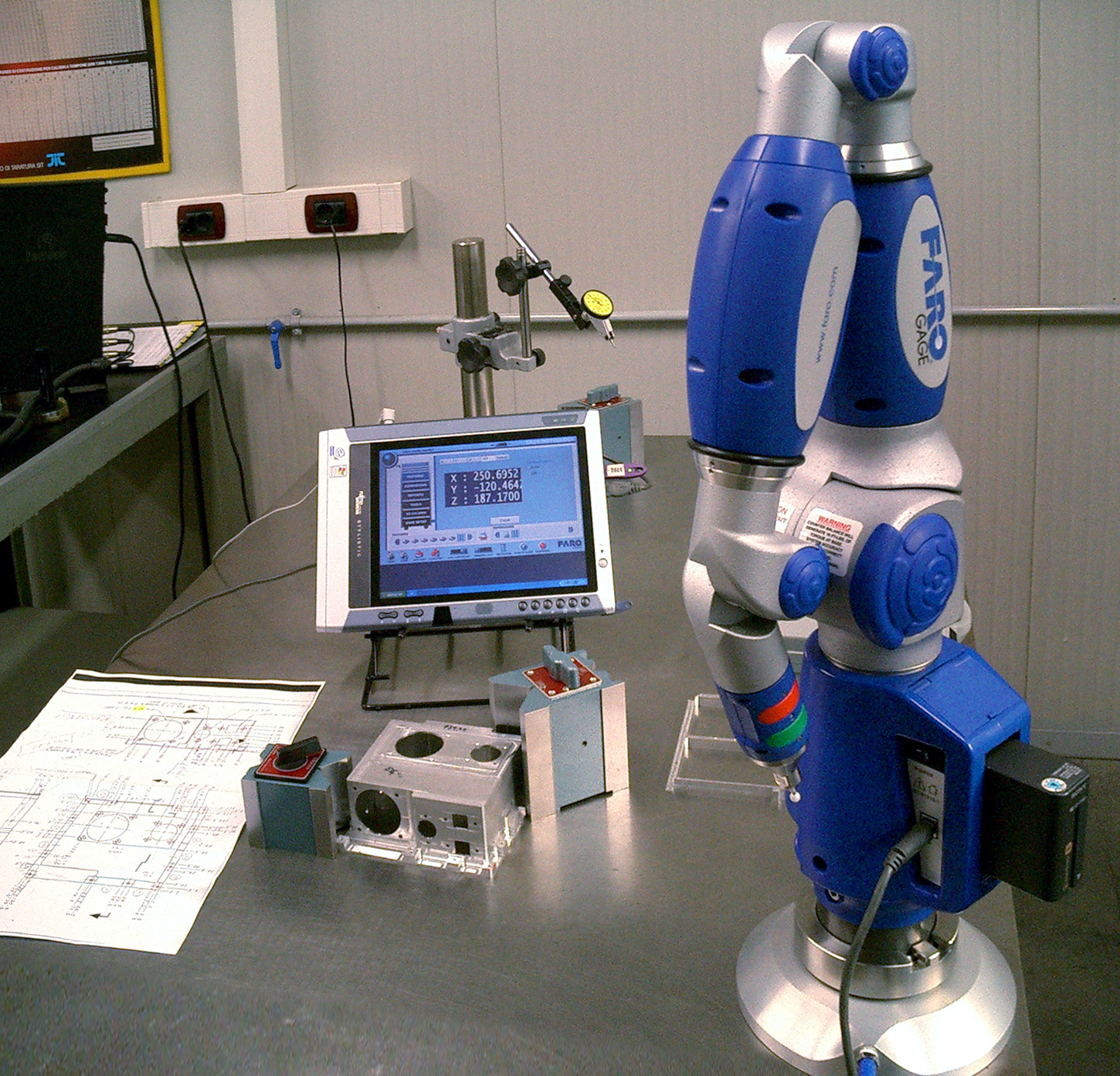
Faro Gage

Faro Technologies Inc. ist ein US-amerikanisches Industrieunternehmen, das sich auf die Herstellung von portabler Messtechnik spezialisiert hat. Das Unternehmen wurde 1981 gegründet und ist seit 1997 an der NASDAQ notiert. Faro entwickelt und vertreibt CAM2-Systeme (computer-aided manufacturing Measurement).

## Unternehmensstruktur
Sitz der Firmenzentrale ist Lake Mary, Florida. Der europäische und asiatische Markt wird durch zwei weitere Firmenzentralen in Korntal-Münchingen bei Stuttgart und Singapur abgedeckt. Weitere Geschäftsstellen unterhält Faro an verschiedenen Orten in Asien, Amerika und Europa. Faro beschäftigt weltweit 1669 Mitarbeiter (Stand 2017).

### Tochterfirma Faro Europe
Seit 1996 ist das Unternehmen in Europa unter der Firmierung Faro Europe GmbH & Co. KG aktiv. Sitz der Firmenzentrale ist Korntal-Münchingen. Dort befinden sich ebenfalls das Faro-Produktschulungszentrum, die Laserscannerproduktion, sowie die Produktkalibrierung für die Zertifizierung der Geräte. Weitere Niederlassungen befinden sich in Frankreich, England, Italien und Spanien.

## Produkte
Die unter anderem von Faro produzierte, mobile 3D-Messtechnik hat sich in den letzten Jahrzehnten in der industriellen Produktion durchgesetzt. Sie besitzt gegenüber konventionellen Messtechniken (Messtisch, Messschieber, Messuhren, Lehren etc.) zahlreiche Unterschiede. Mit mobiler 3D-Messtechnik ist es möglich, Messungen von Bauteilen und Anlagen direkt in der Fertigung bzw. im Fertigungsprozess vorzunehmen. Somit lassen sich Produktionsfehler (Ungenauigkeiten, Normabweichungen) schneller als mit herkömmlicher Qualitätssicherung erkennen, da die Messung direkt am Bauteil vollzogen werden kann, ohne dieses in einen Messraum zu transportieren, wo die Messung mit traditionellen 3D-Koordinatenmessmaschinen durchgeführt werden würde.
Zudem erfolgt die Vermessung von Objekten oder Erfassung von 3D-Räumen berührungslos, was eine Verwendung der Produkte in zahlreichen Branchen jenseits der Produktfertigung ermöglicht, bspw. bei der Erfassung historischer Stätten. 3D-Messtechnik kommt regelmäßig auch in der Gerichtsmedizin, Unfallforschung und der Medizintechnik zur Anwendung.
Faro bedient den Markt der portablen Messtechnik mit verschiedenen Produkten: Faro Gage und FaroArm sind Handmessgeräte. Sie werden während der Produktion vor Ort eingesetzt, um bspw. kleinere Bauteile zu vermessen. Für die Erfassung größerer Volumen ist der Faro Laser Tracker geeignet. Mit dem Faro Focus3D Laser Scanner X 330 lassen sich ganze Fabriken dokumentieren. Während der Gage einen Arbeitsradius von 60 Zentimetern hat, misst der Laser Scanner auch Punkte in 330 Metern Entfernung mit einer Genauigkeit von 2 Millimetern.
Des Weiteren werden noch computer-aided design-basierte Mess- und Reporting-Software der CAM2-Softwarefamilie angeboten.